# ELAVL1
ELAVL1 (англ. ELAV like RNA binding protein 1) – білок, який кодується однойменним геном, розташованим у людей на короткому плечі 19-ї хромосоми. Довжина поліпептидного ланцюга білка становить 326 амінокислот, а молекулярна маса — 36 092.
| 10         |  | 20         |  | 30         |  | 40         |  | 50         |
| ---------- |  | ---------- |  | ---------- |  | ---------- |  | ---------- |
| MSNGYEDHMA |  | EDCRGDIGRT |  | NLIVNYLPQN |  | MTQDELRSLF |  | SSIGEVESAK |
| LIRDKVAGHS |  | LGYGFVNYVT |  | AKDAERAINT |  | LNGLRLQSKT |  | IKVSYARPSS |
| EVIKDANLYI |  | SGLPRTMTQK |  | DVEDMFSRFG |  | RIINSRVLVD |  | QTTGLSRGVA |
| FIRFDKRSEA |  | EEAITSFNGH |  | KPPGSSEPIT |  | VKFAANPNQN |  | KNVALLSQLY |
| HSPARRFGGP |  | VHHQAQRFRF |  | SPMGVDHMSG |  | LSGVNVPGNA |  | SSGWCIFIYN |
| LGQDADEGIL |  | WQMFGPFGAV |  | TNVKVIRDFN |  | TNKCKGFGFV |  | TMTNYEEAAM |
| AIASLNGYRL |  | GDKILQVSFK |  | TNKSHK     |  |            |  |            |

A: Аланін

C: Цистеїн

D: Аспарагінова кислота

E: Глутамінова кислота

F: Фенілаланін

G: Гліцин

H: Гістидин

I: Ізолейцин

K: Лізин

L: Лейцин

M: Метіонін

N: Аспарагін

P: Пролін

Q: Глутамін

R: Аргінін

S: Серин

T: Треонін

V: Валін

W: Триптофан

Кодований геном білок за функцією належить до фосфопротеїнів. 
Задіяний у таких біологічних процесах, як ацетилювання, альтернативний сплайсинг. 
Білок має сайт для зв'язування з РНК. 
Локалізований у цитоплазмі, ядрі.